# ケネス・ロゴフ
ケネス・ロゴフ（Kenneth Saul Rogoff、1953年3月22日 - ）は、ニューヨーク州ロチェスター生まれのアメリカの経済学者。現在、ハーバード大学教授。専攻は国際マクロ経済学、国際金融論。ニューケインジアンの一人と呼ばれている。

## 略歴
- 1953年 ニューヨーク州ロチェスターで生まれる。
- East High Schoolに通う。
- 1975年 イェール大学でBAを得て、首席で卒業する。
- 1980年 マサチューセッツ工科大学（MIT）でPh.D.を取得する。
- プリンストン大学で教える。
- 1999年 ハーバード大学経済学部教授となる。
- 2001年 - 2003年 国際通貨基金（IMF）のチーフ・エコノミストになる。
- 2003年 ハーバード大学教授に戻る。
- この間、連邦準備制度理事会理事、アメリカ芸術科学アカデミー会員、計量経済学会フェロー、専門家・学者で構成される「グループ・オブ・サーティ」（G30）のメンバー、外交問題評議会（CFR）メンバーなどに選ばれる。
- 2021年 クラリベイト引用栄誉賞受賞。

## 主張
- 前世界銀行チーフ・エコノミストでノーベル賞受賞のジョセフ・スティグリッツが自らの本でIMFを批判したので、ケネス・ロゴフはオープン・レターで反論した。
- 技術革新と失業の因果関係について「急速な技術革新の結果として失業が一定程度増える可能性はある。硬直してスムーズな調整が妨げられている欧州のような地域では特にそうだろう。しかし、この数年の高水準の失業は主に金融危機によるもので、最終的には歴史的な水準に落ち着いてくるはずだ」と指摘している[1]。
- メリーランド大学教授カーメン・ラインハート（カルメン・M・レイハルト）と共同研究を行い、800年に及ぶ経済危機の歴史を調べた結果、危機脱出後に一定期間の回復が見込める「グローバル・リセッション」（世界不況）ではなく、影響がかなりの長期にわたる「グレート・コントラクション」（大収縮）と捉えるべきと結論づけている。国家財政問題に起因する深刻な「ソブリンデフォルト」の嵐が吹き始めるのはこれからとみている。

### ロゴフ＝ラインハート論文
ラインハートとロゴフは共著『国家は破綻する─金融危機の800年』（原題:This Time Is Different）で、国家債務の対GDP比率が少なくとも90%に達すれば、GDP伸び率が減速し始めるとの研究を発表している。この研究内容は、緊縮策をめぐる議論で影響力を発揮しており、成長減速と債務拡大に見舞われた政府の中には歳出削減と増税で対応し、この内いくつかのケースではイギリスのように需要に打撃を受けた国もある。イギリスはロゴフ＝ラインハート論文の主張に沿って財政再建のために消費税を増税した結果、景気が低迷している。

#### 不備の指摘
マサチューセッツ大学アマースト校の大学院生トーマス・ハーンドンと、教授のマイケル・アッシュ、ロバート・ポリンらは論文の中で、ラインハートとロゴフが発表した公的債務に関する研究について、集計表におけるコーディングに誤りなどがあった可能性があるとの研究結果を発表している。
ロゴフ＝ラインハートの論文には3つの問題点があった。対GDP比率で債務90%を超える国家群の110年分のデータのうち96年分しか論文でとりあげられず、その除外されたデータ（主に1940年代のオーストラリア、カナダ、ニュージーランド）では国家の債務超過と健全な経済成長が両立していることがハーンドンらの調査で明らかになった。例えばカナダではこの期間90％を超える債務があり同時に3%の経済成長を記録していた。統計の重みつき計算は雑であり、例えば、19年間90%以上の債務があり2.6%の成長を記録していた英国と1年間同水準の債務で7.6%マイナス成長だったニュージーランドとを同列の重みで処理していた。データ処理の際に使用したスプレッドシートでは本来30行から49行まで含める必要があったが、ロゴフらは44行以降を見落としていた。26年間90%以上の債務を維持しつつ平均成長率が2.6%だったベルギーなどはこの無視されたラインに属していた。
結局ハーンドンらによる修正値では、対GDP比率で90%以上の債務を毎年継続的に保有する国の平均成長率は2.2%であり、元のラインハートらが下した0.1%のマイナス成長とは大きく異なるものだった。ディーン・ベーカーによればラインハートとロゴフは彼らが計算に使用したデータを非公開にしており、その他の研究者がロゴフ＝ラインハート論文を検証しようと四苦八苦していたという。ハーンドンも、そのデータを得るまではどうしても計算が合わず悩んでいた。
2013年4月17日、ロゴフらは、ハーンドンの指摘について認めたが、その誤りは偶発的なものだったと釈明し、また「中心的なメッセージ」は依然として有効だとしている。ハーンドンはこれに対して、ロゴフ＝ラインハート論文でのデータの選択的除外や非伝統的な重みつき計算はロゴフらの意図的なものではなく単にロゴフらの純粋なミスであると我々ハーンドン、アッシュ、ポリンは仮定している、とハーンドンは述べた。その前置きをした上で、ハーンドンはロゴフらの反論に再反論する形で、「データの選択的除外」、「非伝統的重みつき計算」というハーンドンの使った表現は妥当であるとした。喩えて言うなら、ある野球チームが（本来9人だが）2人で構成されているとして、その1人目が100打数20安打の打率2割、もう一人が1打数1安打の打率10割とする。このときそのチーム打率は101打数21安打で打率は2割弱になるのが普通だが、ロゴフ＝ラインハートの「非伝統的重みつき計算」でそのチーム打率を計算すると、その2人の打者の打率に同じ重みを与えて（すなわち打数を同じとして）単純計算するので、6割となってしまう。またロゴフ＝ラインハート論文の「中心的なメッセージ」にも疑問符がつく理由のひとつとして、2000年から2009年にかけての時期では債務対GDP比が30から60%の国家群よりも90%以上の国家群のほうが平均の実質GDP成長率が高いことがあげられる。

#### 学者の見解
ジョセフ・スティグリッツは本件が明るみに出る以前から、アメリカが第二次世界大戦直後に90%よりはるかに大きい債務を有しつつも大戦後に最大の経済成長を達成し繁栄を築いていた事実を踏まえ、ロゴフ＝ラインハートによる90%理論は完全にばかげたものとして退けていた。
ポール・クルーグマンによるロゴフ＝ラインハート論文への批判は、この論文の結論が因果関係を逆転させているとするものである。ロゴフ＝ラインハート論文では債務超過の帰結としての低成長であるが、国家が債務を積み上げたから低成長になったのではなくて、国家が低成長を続けた結果として債務対GDP比が大きくなったと見るべきであると指摘している。またクルーグマンは、イタリアと日本を除くとG7の国の公的債務残高対GDP比と成長率には相関関係がないと指摘している。
ロバート・シラーは「この論文を注意深く読むと、両教授が90%という数字をほとんど恣意的に選んでいるのは明らかである。債務対GDP比率が30%未満、30-60%、60-90%、90%より上という四つのカテゴリーに分けられているが、その理由についての説明はない」と指摘している。
オリヴィエ・ブランチャードは、ロゴフ＝ラインハートの研究は「大いに有益」だと指摘する一方で、重債務が本当に低成長をもたらすのかについては疑問が残るとし、低成長が債務拡大につながっているケースもあるのではないかと指摘している。
ローレンス・サマーズはロゴフ＝ラインハートの研究が財政赤字削減の緊急性を裏付けるものではなかったとはいえ、快哉を叫ぶのは不適切である。緊縮策について彼らを批判するのは馬鹿げていると述べている。

### 日本経済について
- 日本国債の長期金利について「日本の金利はかなりの期間、異常な低水準で安定したままであるが、今日の低金利のメカニズムはまったく安定したものというわけではなく逆方向に動く可能性がある」と指摘している[13]。
- アベノミクスについて、日本銀行が消費者物価2%上昇を目指すインフレターゲットを決めたことはデフレーション克服に向けた「好ましい長期的な戦略だ」と評価した上、追加金融緩和が世界的な通貨安競争を招くとの見方は「完全な間違い」と否定した[14]。

## 人物
- 父親はロチェスター大学放射線学教授であった。
- アメリカ合衆国チェス連盟に登録するチェス選手でもある。14歳で国内のマスターとなり、1974年に国際マスター、1978年にはグランドマスターとなる。

## 主な書籍

### 著書
『現金の呪い――紙幣をいつ追放するか？』、村井章子訳、日経ＢＰ社、2017年（原書The Curse of Cash,2016)
- （カーメン・M・ラインハートと共著）『国家は破綻する――金融危機の800年』、村井章子訳、日経BP社、2011年（原書2009年）
- （ジョセフ・スティグリッツほか）『中央銀行論』、土曜社、2013年
- （モーリス・オブストフェルドと共著）『国際マクロ経済学の基礎』、Foundations of International Macroeconomics（原書のみ）

### 論文
- "Perspectives on OECD Economic Integration: Implications for US Current Account Adjustment" (with Maurice Obstfeld), (2000)
- "The Six Major Puzzles in International Macroeconomics: Is There a Common Cause?" (with Maurice Obstfeld), (2000)
- "New Directions for Stochastic Open Economy Models" (with Maurice Obstfeld), (2000)
- "Risk and Exchange Rates" (with Maurice Obstfeld), (February 2001)
- "Global Implications of Self-Oriented National Monetary Rules" (with Maurice Obstfeld), (June 2001)
- "The Unsustainable US Current Account Position Revisited" (with Maurice Obstfeld),NBER Working Paper, No.10869(October 2004; Revised November 2005)
- "Global Current Account Imbalances and Exchange Rate Adjustments", (with Maurice Obstfeld), (May 2005)
- "Global Imbalances and the Financial Crisis: Products of Common Causes" (with Maurice Obstfeld), (August 2010)